# شاهد (منصة)
شاهد هي أول منصة عربية تقدم خدمة الفيديو حسب الطلب في منطقة الشرق الأوسط، وقد أعيد إطلاقها في عام 2020 من قبل مجموعة مجموعة إم بي سي الإعلامية. ومن الجدير ذكره أن «شاهد»، المنصة الرائدة للفيديو حسب الطلب بنظام الاشتراك، تُعد منصة البث العربي الرائدة عالميًا وموطن الإنتاجات الأصلية العربية النوعية بمواصفات ترقى إلى العالمية، وتحتها تندرج «مسلسلات شاهد الأصلية» و«عروض شاهد الأولى»، وطيف واسع من الأفلام، إلى جانب بث مباشر لمجموعة من القنوات التلفزيونية العربية الأكثر مشاهدة.
وفي عام 2019، وصل عدد مستخدمي كل من «شاهد» و«شاهد VIP» إلى نحو 27 مليون مُستخدماً، وبلغت عدد المشاهَدات للفيديوهات الرقمية على منصّات «شاهد» نحو 248 مليون مشاهَدة. أما بالنسبة لخدمة بث المحتوى عبر الإنترنت (OTT)، فإن «شاهدVIP» تملك حصة سوقية قدرها 85% تقريباً من مُشاهدات الفيديو حسب الطلب (VOD) في منطقة الشرق الأوسط وشمال أفريقيا، مما يجعل منها الأولى في المنطقة على هذا الصعيد.
وأطلقت مجموعة "MBC ام بي سي" منصة «شاهِدVIP» التي توفر نخبة من الأفلام والمسلسلات والبرامج والعروض وغيرها وتضم أكثر من 25,000 ساعة من الترفيه العربي النوعي، وتشمل المسلسلات والأفلام والإنتاجات الأكثر شهرة وجماهيرية في منطقة الشرق الأوسط، وأعمال «شاهِد» الأصلية الجديدة والحصرية، وعروض «شاهِد» الأولى، ومسلسلات ومواسم جديدة تُعرض لأول مرّة حصرياً على «شاهِدVIP»، أحدث إصدارات الأفلام قبل عرضها في صالات السينما.

## تجديد وإعادة إطلاق العلامة التجارية
في شهر يناير من عام 2020، كشفت مجموعة "MBC ام بي سي" النقاب عن الحلّة الجديدة كلياً لـ «شاهدVIP»، وخلال عام واحد نمت قاعدة مشتركي «شاهد VIP» بمعدّل فاق الـ 10 أضعاف، بموازاة نمو مطّرد أفقي وعامودي استمر خطه البياني بالصعود طوال عام 2020 بأكمله.
ويتوفر محتوى «شاهِدVIP» عبر كل من عروض «شاهد» الأصلية (Shahid Originals) التي تضم مجموعة من الأعمال المحلية الخاصة والحصرية، جُلّها من المسلسلات الدرامية، وأعمال «شاهد» الأولى (Shahid Premieres) التي تشتمل على أفلام ومسلسلات حصرية في «عرضٍ أول».
أبرز العروض والأعمال التي تشملها المنصة الجديدة هي العروض الحصرية الأولى بما في ذلك الدراما اللبنانية-السورية "أنا"،  والدراما المصرية "قارئة الفنجان" إلى جانب الدراما اللبنانية-السورية المشوقة "لا حكم عليه" وغيرها، بالإضافة إلى أعمال «شاهد» الأصلية منها الدراما البوليسية "في كل أسبوع يوم جمعة“، الدراما العربية "نمرة اتنيْن"، الدراما المصرية "مملكة إبليس"، الدراما العربية "عهد الدم" وغيرها.

## شاهد VIP في الولايات المتحدة وكندا
أطلقت «مجموعة MBC» منصّة «شاهِد VIP» للملايين من المتحدّثين باللغة العربية في الولايات المتحدة الأمريكية وكندا، واضعةً بذلك في متناولهم مروحة واسعة من الإنتاجات العربية الترفيهية الرائدة، اعتباراً من الأول من نوفمبر 2020. توفّر “شاهِد VIP” نخبة من الأفلام والمسلسلات والبرامج والعروض وغيرها، التي تضم أكثر من 25,000 ساعة من الترفيه العربي النوعي وتشمل أعمال شاهِد الأصلية الجديدة والحصرية، وعروض شاهِد الأولى، ومسلسلات ومواسم جديدة تُعرض لأول مرّة حصرياً على شاهِد VIP، والمسلسلات والأفلام والإنتاجات الأكثر شهرةً وتميزاً وجماهيريةً في منطقة الشرق الأوسط.

## شراكات شاهد VIP
قامت «شاهد» بإبرام مجموعة واسعة من الشراكات مع عدد من العلامات التجارية الرائدة في مختلف القطاعات إقليمياً وعالمياً، وذلك بهدف توفير قيمة مضافة للمستخدمين، حيث وقعت اتفاقية شراكة أبرمتها مع شركة «تي سي أل إلكترونيكس» (TCL Electronics) بهدف توفير محتوى «شاهدVIP» للفيديو حسب الطلب (VOD)  بشكل مُدمَج ضمن جميع تلفزيونات «تي سي ال أندرويد TCL Android»، وباتت منصة «شاهد» متوفرة لجميع مقتني تلفزيونيات «تي سي ال أندرويد TCL Android»، وذلك إما عبر شريط المُشغِّل (Launcher bar)  على الشاشة الرئيسية  (Home Screen)أو عبر تنزيل تطبيق «شاهد» من خلال جوجل بلاي. ومن أبرز الشراكات العالمية التي أبرمتها «شاهِد VIP» هي مع ديزني وفوكس بواقع 3000 ساعة من الترفيه النوعي للعائلة بكافة أفرادها، وشراكتها الاستراتيجية مع  قناة «كرتون نتورك» حيث أصبحت القناة بموجبها متوفرة أمام مشتركي المنصة. بالإضافة إلى الشراكة مع التطبيق الرقمي الموسيقي العالمي «سبوتيفاي»، والتي تُتيح للمشتركين التمتُّع بمزايا الخدمة المميّزة - سبوتيفاي بريميوم. كما عقدت “شاهد VIP” شراكة مع شركة “فودافون مصر” لتقدم فودافون لعملائها فرصة الاطلاع على المحتوى المتنوع والحصري لـ”شاهد VIP “مجاناً.
ووقعت «شاهد VIP» أيضاً شراكة مع iwonder، منصّة الفيديو حسب الطلب بنظام الاشتراكSVOD ، الأسرع نمواً في منطقة آسيا والمحيط الهادئ، والمتخصصة بالأفلام الوثائقية والواقعية وشؤون الساعة، حيث تضم هذه الشراكة مكتبةً ضخمة قوامها أكثر من 100 ساعة من أفضل الأفلام الوثائقية والبرامج التلفزيونية الواقعية الحاصلة على جوائز عالمية مختلفة، إضافةً إلى استحسان وتصنيف النقاد في المسابقات والمهرجانات العالمية. وقما قامت شاهد VIP وشركة سامسونج بإبرام شراكة لتقديم المسلسلات والأفلام لعملاء سامسونج للاستمتاع بأحدث محتوى الترفيه العربي على أجهزة سامسونج الذكية وتلفزيونات سامسونج الذكية. ويتوفر تطبيق شاهد VIP على Apple TV وعلى بقية أجهزة آيل الإلكترونية.

## محتوى شاهد
تقدم منصة «شاهد» محتوى متنوع موجه لكافة أفراد المجتمع والعائلات بمختلف شرائحها العمرية من برامج ومسلسلات الأطفال، و«ديزني بالعربي»، و«عالم ديزني»، ومجموعة كبيرة من المسلسلات والأفلام العربية والأجنبية المتنوعة، ومسلسلات الأنيمي وبوليوود، والمسلسلات التركية والخليجية والكورية واللاتينية، بالإضافة إلى البرامج الحوارية والاجتماعية والإخبارية.

### أعمال شاهد الأصلية
تتضمن أعمال شاهد الأصلية الدراما الرومانسية العربية «نمرة اتنين»، الموسم الثاني من مسلسل «مملكة إبليس»، الدراما البوليسية «في كل أسبوع يوم جمعة»، والدراما العربية «عهد الدم».

### عروض شاهد الأولى
تضم عروض "شاهد" الأولى المسلسل التشويقي المصري "قارئة الفنجان"، الدراما اللبنانية-السورية "أنا"، "، إلى جانب الدراما اللبنانية-السورية المشوقة "لا حكم عليه".

## الجوائز
جائزة المنتدى السعودي للإعلام (مسار أفضل منصة رقمية في المجال الإعلامي) عام 2024م.

## وصلات خارجية
- الموقع الرسمي